# (5752) 1992 CJ
Az (5752) 1992 CJ a Naprendszer kisbolygóövében található aszteroida. Kawasato, N. fedezte fel 1992. február 10-én.